# Pierre-Julien Nargeot
Pierre-Julien Nargeot (* 7. Juli 1799 in Paris; † 30. August 1891 ebenda) war ein französischer Komponist, Dirigent und Violinist.

## Leben
Nargeot studierte ab 1813 am Conservatoire de Paris Violine bei Rodolphe Kreutzer und Komposition bei Jean-François Lesueur und Antonín Reicha. 1828 gewann er mit der musikalischen Szene Herminie den deuxième Second Grand Prix de Rome.
Bereits während seines Studiums am Conservatoire war Nargeot Violinist im Orchester der Opéra-Comique und des Théâtre-Italien. Seit 1827 war er auch Mitglied des von dem Maler und Amateurflötisten Jean-Louis Decourcelle gegründeten Orchestre du Gymnase musical das unter der Leitung von Théophile Tilmant Werke junger französischer Komponisten aufführte. Dem Orchester gehörte er bis zu dessen Auflösung 1832 an. Außerdem war er von 1828 bis 1863 Mitglied der Société des Concerts du Conservatoire.
1839 wurde er Dirigent des Théâtre des Variétés am Boulevard Montmartre. In dem Haus wurden Bälle veranstaltet, Vaudevilles und die Operetten von Offenbach sowie Stücke von Alexandre Dumas, Théophile Gautier, Alfred de Musset, George Sand und anderen aufgeführt. Nargeot schrieb eine große Anzahl von Liedern, Arien, Quadrillen und Rondeaus, die zwischen den Stücken gespielt wurden und sich teils großer Beliebtheit erfreuten.
1853 verließ Nargeot das Théâtre des Variétés und wurde Mitglied des Orchestre de la Chapelle impériale, das während der Julirevolution aufgelöst von Napoléon III. neu begründet worden war. Direktor des Orchesters war François Auber, der Dirigent Narcisse Girard.
Nach mehreren Instrumentalstücken in seiner Jugend und den Musiken zu Theaterstücken und Vaudevilles komponierte Nargeot eine größere Anzahl von Buffo-Opern und Operetten.

## Werke
- Air varié pour violon avec accompagnement de piano
- Plaisir d’Amour für Violine
- Le Petit Messelin, 1855
- Trois Troubadours, 1855
- Un Monsieur bien servi!, 1856
- J. Pifferari, Buffooper, 1858
- Le Docteur Frontin, 1861
- Les Contrebandistas, 1861
- La Volonté de mon oncle, Vaudeville, 1862
- Les Exploits de Silvestre, 1865
- Un Vieux printemps, 1865
- Dans le Pétrin, 1866
- Jeanne, Jeannette et Jeanneton, 1876
- Les Ouvrières de qualité, Operette